# 현악 사중주 2번 (멘델스존)

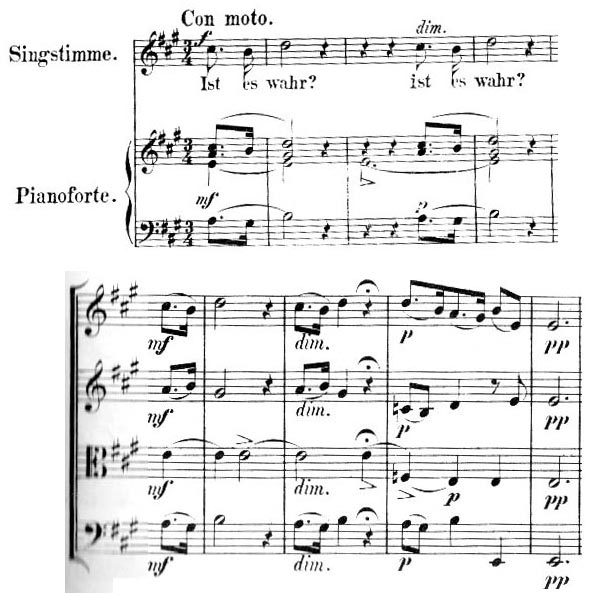

현악 사중주 2번, 가단조, 작품번호 13은 펠릭스 멘델스존이 1827년 작곡한 작품이다. 작곡 당시 멘델스존은 18세였으며, 2번이라는 번호와 달리 그의 첫 현악 사중주이다. 베토벤의 현악 사중주에서 많은 영감을 얻었다.

## 악장
총 4악장으로 구성되어있다.
- 아다지오
- 아다지오
- 인터메쪼
- 프레스토

연주시간 약 30분이다.

## 작곡 경위
작곡 당시 멘델스존은 아직 청소년이었지만, 실내악 면에서는 이미 노련한 작곡가였다. 그는 이미 현악 오중주, 현악 팔중주, 피아노 사중주 등을 작곡한 바 있었다.
현악 사중주 2번은 베토벤이 그의 마지막 현악 사중주들을 출판한지 2년 후에 작곡했다. 멘델스존의 아버지를 포함한 많은 사람들은 베토벤의 후기 사중주들을 이해할 수 없는 이상한 것으로 치부하였지만, 멘델스존은 이 사중주들에 매료되었다. 멘델스존은 베토벤의 악보들을 연구했고, 자신의 현악 사중주 2번에 다수 인용하였다.
몇 달 전 작곡한 "Ist es wahr?" (정말인가?)의 선율을 인용하여 현악 사중주 2번에 일관성을 주는 모티브로 사용하였다. 뿐만 아니라, 베토벤이 그의 현악 사중주 작품번호 132번에 "Muss es sein?" (그래야만 하는가?)라고 썼듯이, 멘델스존은 자신의 현악 사중주 2번의 악보에 "Ist es wahr?"라고 적었다.